# Инокентий Крупнишки
Инокентий е епископ на Българската православна църква. От 11 декември 2012 година до 12 февруари 2015 година е викарен епископ на митрополит Галактион Старозагорски с титлата Крупнишки. Инокентий е един от създателите на разкола в БПЦ, оспорващ легитимността на патриарх Максим. В периода 1993 – 2012 година е алтернативен софийски митрополит (активно до 2004 година, а до 2012 година не изпълнява никакви задължения на епископ и не служи никъде), а в периода 1999 – 2005 година е алтернативен наместник-председател на Светия Синод, заменен през 2005 година от 93-годишния алтернативен пловдивски митрополит Борис. След неговата смърт през 2007 година формално е възстановен като наместник-председател, без да се ангажира с каквато и да е дейност.

## Биография
Роден е на 28 август 1963 година в град Ямбол, България със светското име Иван Стоянов Петров. Получава богословско образование в Духовната академия в София. През 1990 – 1992 година специализира в Москва. Получава научна степен кандидат на богословските науки. Също е и доктор хонорис кауза на Киевската духовна академия.

### Разколническа дейност
Инокентий е един от инициаторите на разкола в Българската православна църква, започнал през 1992 година..
През 1993 година е ръкоположен за епископ. Избран е и назначен за алтернативен софийски митрополит от синода на патриарх Пимен. След смъртта на Пимен става наместник-председател на алтернативния Свети синод на Българската православна църква. По това време под негово ведомство са над 250 църкви и манастири.
През 2004 година неговите свещеници са изведени с полиция от храмовете и са предадени на Синода на патриарх Максим. Инокентий и неговите миряни, свещеници и епископи завеждат повече от 80 дела в Страсбург за имуществени и неимуществени вреди. На 22 януари 2009 година Европейският съд по правата на човека се произнася частично в тяхна полза.
Духовниците от алтернативния синод предявяват първоначално иск към държавата ни в размер на 679,6 милиона евро, на колкото бяха оценили храмовете и недвижимото имущество – митрополии, офиси, магазини и бензиностанция. През 2010 година Съдът в Страсбург се произнесе окончателно, присъждайки обезщетение от 50 000 евро. През август 2012 година алтернативният синод подава нова молба за регистриране по смисъла на Закона за вероизповеданията като православно изповедание, различно от БПЦ-БП. Формацията не получава регистрация поради факта, че в наименованието на новото вероизповедание стои името на Инокентий, който не се отъждествява с нея (в това време той е вече викариен епископ на Старозагорския митрополит).

### Възвръщане в лоното на БПЦ
През май 2010 година епископ на алтернативния синод Йоан съобщи чрез масмедиите, че синодът на Инокентий е изпратил писмо до архиереите на Св. Синод на БПЦ, в което се обявява за помирение и единство с каноничната Църква. Решението е било подкрепено от Инокентий, от епископ Йоан и от о. Николай Николов. Против са били Гервасий и Камен Бараков. Йоан е заявил още, че ще следва тази посока, като се разграничава от действията на Гервасий и Камен Бараков, които все още не искат да се помирят с каноничната Църква.
На 26 ноември 2012 година Инокентий прави изявление, че се връща в лоното на БПЦ и му е дадена титлата епископ Крупнишки. Светият Синод в заседанието си на 11 декември 2012 г., след като разгледа покайната молба на Крупнишкия епископ Инокентий и неговата писмена декларация, с която се отрича от титлата „Софийски митрополит и Наместник-председател на Св. Синод“ и от всички извършени от него хиротонии след 1 октомври 1998 г., решава да го приеме в лоното на БПЦ – БП и по молба на Старозагорския митрополит Галактион му определя църковно послушание да бъде негов викариен епископ.
От 12 февруари 2015 година е освободен от длъжността викарий на Старозагорския митрополит и става викарен епископ на разположение на Светия синод.